# Benito Pardo
Benito Pardo Casasnovas (Puenteareas, 25 de diciembre de 1945) es un exfutbolista y directivo español que asumió el cargo de presidente del Club Puebla desde el 1 de agosto de 1979 hasta su renuncia el 23 de junio de 1981. Ejerció como director de selecciones nacionales de México de 1988 hasta 1992, cuando se dio la salida de Emilio Maurer Espinosa de la federación y César Luis Menotti del cargo técnico; y como director deportivo de Cruz Azul a principios de los años 2000.
Destacado centrocampista, inclinado más a ocupar un papel de interior, es recordado como un jugador icónico de los años setenta en el fútbol mexicano, pasando por los clubes de Pachuca, Puebla, Atlético Español (consagrándose con la Copa de Campeones en 1975) y se retiró como campeón de Liga con Cruz Azul en 1979. Recibió el premio Citlalli como el mejor mediocentro de la temporada en 1975.
Como presidente del Club Puebla, a petición de Jorge Suárez (entonces dueño del club), realizó una españolización del plantel, trayendo a grandes jugadores de la época procedentes del fútbol español como Pirri, Asensi e Idígoras, además de otras figuras como Muricy Ramalho e Ítalo Estupiñán.

## Biografía
Benito Pardo nació el 25 de diciembre de 1945 en Puenteareas, parte de la provincia de Pontevedra, en la comunidad autónoma de Galicia. Creciendo durante la posguerra y el primer franquismo, en 1957, a los 12 años, se trasladó junto a su madre y hermanos a la ciudad de Tuxtla Gutiérrez, capital del estado mexicano de Chiapas (en la cual ya estaba su padre), donde cursó la secundaria y la preparatoria.
Realizó sus estudios superiores en el Tecnológico de Monterrey, donde empezó a incursionar como futbolista en el equipo de la universidad, habiendo tenido un paso como juvenil en clubes de Chiapas. Una vez recibido, se mudó a la Ciudad de México para ejercer su profesión, jugando durante los fines de semana con el Real Celta de la Liga Española amateur en México, ganando el triplete en 1968.
Recomendado por un periodista que era cercano a Germán Corona del Rosal, entonces dueño del Club de Fútbol Pachuca, Benito se dirigió a la capital hidalguense a realizar unas pruebas con el club, donde finalmente le ofrecieron un contrato por un año para jugar como profesional. En ese lapso, comenzó a estudiar administración de empresas en la Universidad de Pachuca. A mediados de 1970 solicitó su salida del equipo debido a conflictos personales con el entrenador húngaro Jorge Marik, y se regresó a trabajar de su profesión a la capital del país. Poco después, Manuel Díaz Loredo (hermano de Joaquín Díaz Loredo, directivo del Club Puebla) le ofreció probarse con el equipo recién ascendido de Puebla, que más tarde adquirió su carta, luego de enrevesadas negociaciones con Pachuca.
Dos años después, Rafael Moreno Valle le dio a conocer su venta con Atlético Español, club donde tramitó su nacionalidad mexicana. Alcanzaban la final del campeonato en 1974 ante Cruz Azul, pero terminaron cayendo ante el club que resultó tricampeón del fútbol mexicano. Un año después se consagraban con la Copa de Campeones en Paramaribo, siendo este el primer título de Pardo como jugador profesional.
En 1978 incursionó en los medios como comentarista en los programas deportivos de TV Azteca, junto a José Ramón Fernández, Fernando Marcos, Miguel Marín, Ignacio Trelles, entre otros; participando en la cobertura del Mundial de Argentina 1978 (repitiendo en las ediciones de España 1982 y México 1986). Incentivado por estas dos últimas personalidades, ese año firmó con Cruz Azul durante una temporada, misma en la que se quedarían con el campeonato de 1979, siendo el único título de liga en la trayectoria de Benito Pardo, con el que puso fin a su carrera como futbolista.

## Clubes
| Club      | País   | Año       |
| --------- | ------ | --------- |
| Pachuca   | México | 1969-1970 |
| Puebla    | México | 1970-1972 |
| Español   | México | 1972-1978 |
| Cruz Azul | México | 1978-1979 |

## Palmarés

### Campeonatos nacionales
| Título           | Equipo    | País   | Año     |
| ---------------- | --------- | ------ | ------- |
| Primera División | Cruz Azul | México | 1978-79 |

### Campeonatos internacionales
| Título            | Equipo  | Sede       | Año  |
| ----------------- | ------- | ---------- | ---- |
| Copa de Campeones | Español | Paramaribo | 1975 |

### Distinciones individuales
| Año  | Distinción                       |
| ---- | -------------------------------- |
| 1975 | Centrocampista del año en México |